# Bryopsidaceae
Bryopsidaceae es una familia de algas del orden Bryopsidales.

## Géneros
Según ITIS:
- Bryopsis J. V. F. Lamouroux, 1809
- Pseudobryopsis
- Trichosolen

Según WRMS:
- Blastophysa
- Bryopsidella
- Bryopsis
- Lambia
- Pseudobryopsis
- Pseudoderbesia
- Trichosolen